# سامية عوني
سامية عوني ولدت في 30 مايو 1992) هي لاعبة كرة قدم تونسية لعبت مؤخراً كظهير أيسر في صفوف نادي النصر السعودي ومنتخب تونس.

## المسيرة مع الأندية
لعبت عوني في صفوف نادي عمان الأردني.

## المسيرة الدولية
مثّلت عوني المنتخب التونسي للسيدات على المستوى الأول، بما في ذلك الفوز في مباراتين وديتين خارج الديار أمام الأردن في يونيو 2021.

### الأهداف الدولية
النتائج تُدرج أهداف تونس أولاً
| رقم | التاريخ        | الملعب                                | الخصم            | الهدف | النتيجة | المناسبة                            | مصدر |
| --- | -------------- | ------------------------------------- | ---------------- | ----- | ------- | ----------------------------------- | ---- |
| 1   | 27 أغسطس 2021  | ملعب أكاديمية الشرطة، القاهرة، مصر    | السودان          | 1     | 12–1    | كأس العرب للسيدات 2021              |      |
| 2   | 22 فبراير 2022 | ملعب مالابو، مالابو، غينيا الاستوائية | غينيا الاستوائية | 1     | 2–3     | تصفيات كأس أمم أفريقيا للسيدات 2022 |      |

## الإنجازات
عمان
- بطولة الأندية الآسيوية للسيدات: 2021

النصر
- الدوري السعودي الممتاز للسيدات: 2022–23،[6] 2023–24[7]